# John McAfee
John McAfee (ur. 18 września 1945 w Cinderford, zm. 23 czerwca 2021 w Barcelonie) – amerykański programista i przedsiębiorca, założyciel firmy McAfee, działacz libertariański.

## Życiorys
W 1987 roku założył firmę McAfee zajmującą się tworzeniem oprogramowania, którą prowadził do momentu rezygnacji ze swojego stanowiska w 1994 roku. Firma osiągnęła sukces dzięki wydaniu pierwszego komercyjnego programu antywirusowego dla komputerów osobistych. Obecnie firma produkuje oprogramowanie zabezpieczające dla klientów biznesowych.
Po odejściu ze swojej firmy McAfee założył między innymi firmę Tribal Voice (producent komunikatora PowWow), QuorumEx i Future Tense Central. Sprawował także funkcje na stanowiskach kierowniczych, między innymi w Everykey, MGT Capital Investments, Luxcore. Jako swoje zainteresowania prywatne oraz biznesowe wymieniał kryptowaluty, aplikacje na smartfony, jogę i naturalne antybiotyki. Przez kilka lat mieszkał w Belize, ale przez podejrzenie o zamordowanie swojego sąsiada Grega Faulla przeprowadził się do Gwatemali, którą opuścił w 2013 roku i ponownie zamieszkał w Stanach Zjednoczonych.
W 2016 r. ubiegał się o nominację Partii Libertariańskiej podczas wyborów na prezydenta Stanów Zjednoczonych, przegrywając z byłym gubernatorem Nowego Meksyku, Garym Johnsonem. Jego druga kampania w 2020 roku także zakończyła się przegraną.
W październiku 2020 został zatrzymany na lotnisku w Barcelonie; stawiano mu zarzuty m.in. nieskładania deklaracji podatkowych, ukrywania majątku i spekulowania kryptowalutami. 23 czerwca 2021 roku został znaleziony martwy w więzieniu w Barcelonie, kilka godzin po tym, gdy hiszpański sąd zgodził się na jego ekstradycję do Stanów Zjednoczonych. Ministerstwo Sprawiedliwości Katalonii poinformowało, że przyczyną śmierci było samobójstwo.